# Furcifer angeli
Furcifer angeli este o specie de cameleoni din genul Furcifer, familia Chamaeleonidae, descrisă de Edouard-Raoul Brygoo și Domergue 1968. A fost clasificată de IUCN ca specie cu risc scăzut. Conform Catalogue of Life specia Furcifer angeli nu are subspecii cunoscute.